# Гідрогазомеханіка підземна
Гідрогазомеханіка підземна (рос. подземная гидрогазомеханика; англ. subsurface (underground) hydrogas mechanics; нім. Reservoirmechanik f) – наука про рух рідин, газів та їхніх сумішей у пористих і тріщинуватих гірських породах, що утворюють нафтові та газові поклади. 
Син.: підземна гідрогазодинаміка, підземна гідравліка.
СІТКА ГІДРОДИНАМІЧНА - у підземній гідрогазомеханіці – сітка, побудована для плоского або лінійного потенціального руху рідин й утворена двома системами ортогональних одна одній ліній: ліній рівного потенціалу швидкості та ліній течії. Користуючись такою сіткою, можна розв'язувати будь-які задачі лінійної фільтрації; знаходити питому фільтраційну витрату, швидкість фільтрації і п'єзометричний похил у будь-якій точці області фільтрації, протитиск. У випадку лінійної фільтрації в порах анізотропних порід гідродинамічна сітка має спотворений вигляд (є не ортогональною). 